# Корвизар, Жан-Никола
Жан-Никола Корвизар-Демаре (фр. Jean-Nicolas Corvisart-Desmarets; 15 февраля 1755, Дрикур, Франция — 18 сентября 1821, Париж, Франция) — французский медик и преподаватель, личный врач Наполеона I, барон империи. Один из основателей внутренней медицины как клинической дисциплины; член Парижской академии наук (1811).

## Биография
Родился 15 февраля 1755 года в Дрикуре. В 1777 году поступил на медицинский факультет Парижского университета, который он окончил в 1782 году. В том же году устроился на работу в Госпиталь Неккера и проработал там вплоть до 1795 года. В 1795 году был приглашён в Медицинскую школу, где он заведовал кафедрой внутренних болезней и работал вплоть до 1797 года. В 1797 году он устроился на работу в Больницу Шаритэ, где являлся научным преподавателем и читал курс лекций по внутренней медицине. Был не только гениальным врачом, но и талантливым преподавателем, воспитавшим плеяду молодых учёных-медиков — Жана Батиста Буйо, Лорана Бэйля и других.
Скончался 18 сентября 1821 года в Париже.

## Научные работы
Основные научные работы посвящены болезням сердца. Автор науки семиотика.
- Подробно описал такие болезни как: перикардит, клапанный порок сердца и синяя болезнь.

## Избранные сочинения
- Корвизар Ж-Н. «Опыт изучения болезней и органических пороков сердца и больших сосудов», 1806.

## Членство в обществах
- Основатель Общества медицинского взаимообучения.
- Член Парижской академии наук (1811).

## Образ в кино
- «Наполеон: путь к вершине» (Франция, Италия, 1955) — актёр Эме Кларион